# Bee Gees My World (EP1)

## Közreműködők
- Barry Gibb – ének, gitár
- Maurice Gibb – ének,  gitár, zongora, orgona, basszusgitár
- Robin Gibb – ének
- Alan Kendall – gitár (Melody Fair)
- Geoff Bridgeford – dob
- Vince Melouney – gitár
- Colin Petersen – dob
- stúdiózenekar Bill Shepherd vezényletével

## A lemez dalai
- My World (Barry és Robin Gibb)  (1971), stereo  4:20, ének: Barry Gibb, Robin Gibb
- Don’t Forget to Remember  (Barry és Maurice Gibb) (1969), stereo 3:27, ének: Barry Gibb
- Holiday (Barry és Robin Gibb) (1967), stereo 2:53, ének: Robin Gibb, Barry Gibb
- How Can You Mend a Broken Heart    (Barry és Robin Gibb) (1970), stereo 3:58, ének: Barry Gibb, Robin Gibb
- New York Mining Disaster 1941 (Have You Seen My Wife, Mr. Jones)   (Barry és Robin Gibb) (1967), stereo 2:10, ének: Robin Gibb